# 47 Cassiopeiae
47 Cassiopeiae är en gulvit stjärna i huvudserien i stjärnbilden Cassiopeja. Stjärnan har visuell magnitud +5,27 och är synlig vid någorlunda god seeing. 47 Cas befinner sig på ett avstånd av ungefär 108 ljusår.